# Verwaltungsgliederung Aserbaidschans

Verwaltungsgliederung von Aserbaidschan

Aserbaidschan ist in Rayons, Städte und in eine autonome Republik untergliedert.
Aserbaidschan gliedert sich in:
- 60 Rayons (rayonlar; Singular: rayon;)
- 10 republikunmittelbare (also rayonunabhängige und Rayons gleichgestellte) Städte (respublika tabeli şəhərlər; Singular: şəhər;)
- 1 Autonome Republik (Muxtar Respublika) mit 7 Rayons und 1 den Rayons gleichgestellten Stadt.[3]

## Rayons und Städte
1. Abşeron (Xırdalan)
2. Ağcabədi
3. Ağdam
4. Ağdaş
5. Ağdərə
6. Ağstafa
7. Ağsu
8. Astara
9. Bakı Şəhəri
10. Balakən
11. Beyləqan
12. Bərdə
13. Biləsuvar
14. Cəbrayıl
15. Cəlilabad
16. Daşkəsən
17. Füzuli
18. Gədəbəy
19. Gəncə Şəhəri
20. Goranboy
21. Göyçay
22. Göygöl
23. Hacıqabul
24. İmişli
25. İsmayıllı
26. Kəlbəcər
27. Kürdəmir
28. Laçın
29. Lerik
30. Lənkəran Şəhəri
31. Lənkəran
32. Masallı
33. Mingəçevir Şəhəri
34. Naftalan Şəhəri
35. Neftçala
36. Oğuz
37. Qax
38. Qazax
39. Qəbələ
40. Qobustan
41. Quba
42. Qubadlı
43. Qusar
44. Saatlı
45. Sabirabad
46. Salyan
47. Samux
48. Siyəzən
49. Sumqayıt Şəhəri
50. Şabran
51. Şamaxı
52. Şəki Şəhəri
53. Şəki
54. Şəmkir
55. Şirvan Şəhəri
56. Şuşa
57. Tərtər
58. Tovuz
59. Ucar
60. Xaçmaz
61. Xankəndi Şəhəri
62. Xızı
63. Xocalı
64. Xocavənd
65. Yardımlı
66. Yevlax Şəhəri
67. Yevlax
68. Zaqatala
69. Zəngilan
70. Zərdab

(In Klammern jeweils der Verwaltungssitz, sofern nicht identisch mit dem Rayonsnamen; Nummerierung entsprechend der Karte.)

## Autonome Republik
Die Autonome Republik Nachitschewan gliedert sich in sieben Rayons (Rayonlar) und eine Stadt (Şəhər):
1. Babək
2. Culfa
3. Kəngərli (Qıvraq)
4. Naxçıvan Şəhəri
5. Ordubad
6. Sədərək (Heydərabad)
7. Şahbuz
8. Şərur

(In Klammern jeweils der Verwaltungssitz, sofern nicht identisch mit dem Rayonsnamen; Nummerierung entsprechend der Karte.)

## Städte
Die größten Städte sind (Stand 1. Januar 2008): Baku 2.064.900 Einwohner, Gəncə 303.268 Einwohner, Sumqayıt 265.150 Einwohner, Mingəçevir 95.453 Einwohner, Qaraçuxur 72.989 Einwohner und Şirvan (bis 2008 Əli Bayramlı) 70.220 Einwohner.